# Dzuzdi Corona
Dzuzdi Corona est une corona, formation géologique en forme de couronne, située sur la planète Vénus par 35,2° N et 20,6° E. Elle est localisée dans le quadrangle de Bereghinya Planitia. Elle a été nommée en référence à Dzuzdi, ancêtre mythique des tribus Zyuzdino dans la région du haut Kama (un fleuve de Russie européenne) . 

## Géographie et géologie
Dzuzdi Corona couvre une surface circulaire d'environ 80 km de diamètre. 